# Синдинг, Стефан
Стефан Синдинг (норв. Stephan Sinding; 4 августа 1846, Тронхейм — 23 января 1922, Париж) — норвежский и датский скульптор. Брат Кристиана и Отто Синдингов.
Учился в Берлине у скульптора Альберта Вольфа. Жил и работал, по большей части, в Дании, в 1890 г. принял датское гражданство. Однако создал для Норвегии несколько значительных памятников — в частности, памятники Генрику Ибсену и Бьёрнстьерне Бьёрнсону перед Национальным театром в Осло (1899) и памятник Оле Буллу в Бергене (1901).